# Кан, Эшли
Эшли Кан (англ. Ashley Kahn) — американский музыковед, писатель, журналист и продюсер. Выпускник Колумбийского университета 1983 года.
Кан является автором ряда литературных произведений: две его книги, получившие наибольшее признание среди критиков, посвящены легендарным джазовым пластинкам: Kind of Blue Майлза Дэвиса и A Love Supreme Джона Колтрейна. Помимо этого, он занимается написанием статей, интервью и других материалов о музыке, а также сочинением примечаний для различных музыкальных лейблов, за что получил три награды ASCAP/Deems Taylor и три номинации на «Грэмми». В 2015 году Кан был награжден «Грэмми» за аннотации к альбому Джона Колтрейна Offering: Live at Temple University. В 2014 году выступил соавтором автобиографии Карлоса Сантаны под названием The Universal Tone: Bringing My Story To Light.